# Robbie Middleby
Robbie Middleby, né le 9 août 1975 à Newcastle en Australie, est un footballeur international australien. Il jouait au poste de milieu de terrain.

## Biographie

### Carrière internationale
Robbie Middleby est retenu par Frank Farina pour disputer la Coupe d'Océanie qui se déroule en Nouvelle-Zélande.
Il honore sa première sélection en A le 6 juillet 2002 lors d'un match de la Coupe d'Océanie 2002 contre le Vanuatu (victoire 2-0). Il reçoit sa dernière sélection lors de la finale perdue contre la Nouvelle-Zélande le 14 juillet 2002 (défaite 1-0).
Il compte cinq sélections pour zéro but en équipe d'Australie en 2002.

## Palmarès

### En club
- Avec le Wollongong Wolves :
  - Champion de la National Soccer League en 2001
  - Vainqueur de la Coupe des champions d'Océanie en 2001

- Avec le Sydney FC :
  - Champion de l'A-League en 2006
  - Vainqueur de la Coupe des champions d'Océanie en 2005

### Avec l'équipe d'Australie
- Finaliste de la Coupe d'Océanie 2002